# DRG ET 169 sorozat
A DRG ET 169 sorozat egy német villamos motorvonat, mely a berlini S-Bahn-on közlekedett. 1924-ben gyártotta a WASSEG és a WUMAG. 1942 és 1962 között selejtezték a sorozatot.